# Pierre Terzian
Œuvres principales
- Crevasse

Pierre Terzian, né en 1979 aux Lilas (France), est un metteur en scène de théâtre et écrivain français, vivant au Canada.

## Biographie
Pierre Terzian est né aux Lilas en 1979. Il passe son enfance à Issy-les-Moulineaux. Il a obtenu une maîtrise d'histoire contemporaine, avant d'entamer des études de théâtre à l'école Charles Dullin. Entre 2005 et 2007, il monte cinq spectacles, puis rejoint le Théâtre du Peuple de Pierre Guillois, à Bussang, en 2008. Il évolue alors vers une pratique de plus en plus socialement engagée, travaillant ainsi avec le GITHEC de Guy Benisty à Pantin, avec les acteurs aveugles du RAAMM à Montréal, ou avec la compagnie de l'Oiseau-Mouche à Roubaix et ses acteurs professionnels handicapés.  
Il vit à Montréal depuis 2012.  
Il publie son premier roman, Crevasse, en 2012,. En octobre 2012, il est l'un des trois auteurs mis à l'honneur par le n°1 de la revue hybride texte/graphisme Le Chant du monstre.  
Depuis 2014, il enseigne à l'École nationale de théâtre du Canada (son cours s'y intitule Laboratoire de théâtre engagé) ainsi qu'au Centre Jeunesse de Montréal auprès de jeunes en difficulté.
En mai 2016, il publie depuis Montréal une étonnante lettre ouverte poétique de 40 pages à l'adresse des instigateurs des attentats du 13 novembre 2015 à Paris, Il paraît que nous sommes en guerre,,.
En septembre 2017, son deuxième roman, Le Dernier cri, propose une fusion de réflexion sur l'art contemporain (arts plastiques, théâtre et performance) et ses limites, et de sens de la mémoire familiale, notamment arménienne.
En mars 2020, son troisième roman, Ça fait longtemps qu'on s'est jamais connu, détourne avec humour et tendresse ses premiers mois passés au Québec en tant qu'éducateur remplaçant auprès des garderies d'enfants de Montréal.

## Œuvres
- Le Banquet, théâtre, 2007
- À manger pour les cailloux, théâtre, 2007
  - Retravaillé en nouvelle pour la revue Le Chant du monstre, n°1, éditions Intervalles, 2012
- 24 heures dans la vie d'une femme, théâtre, 2008
- Le Prix du pain, théâtre, 2010
- Crevasse, roman, Quidam Éditeur, 2012[12]
- Il paraît que nous sommes en guerre, poésie, sun/sun éditions, 2016[9],[8]
- Le dernier cri, roman, sun/sun éditions, 2017
- Ça fait longtemps qu'on s'est jamais connu, Quidam Éditeur, 2020

## Mises en scène et performances
- Ferenc Molnár, Liliom, au Théâtre Berthelot (Montreuil), à la Chocolaterie (Le Kremlin-Bicêtre), à l'Institut Hongrois (Patris), 2005.
- Pierre Terzian, Le Banquet, à l'Espace Icare d'Issy-les-Moulineaux, 2007.
- Sławomir Mrożek, En pleine mer, 2006, au Théâtre Berthelot (Montreuil), 2006, à Gare au Théâtre (Vitry-sur-Seine), 2007[13],[14], à l'Espace Icare d'Issy-les-Moulineaux, 2008.
- Pierre Terzian, À manger pour les cailloux, à l'Espace Icare d'Issy-les-Moulineaux, 2008.
- Tankred Dorst, La Grande Imprécation devant les murs de la ville, à l'Espace Icare d'Issy-les-Moulineaux, 2008.
- Pierre Terzian, 24 heures dans la vie d'une femme, au festival Cinéma à l'envers (Lyon), 2008.
- Pierre Terzian, Croisades, Théâtre du Peuple, 2008.
- Pierre Terzian, La catastrophe est un arbre qui pousse, au Hangar de Wesserling (Théâtre du Peuple), 2009.
- Pierre Terzian, Le Prix du pain, au Casino de Bussang (Théâtre du Peuple), 2010[15].
- Pierre Terzian, Tu ferais mieux de fermer les yeux, au Théâtre du Peuple de Bussang, 2010.
- Pierre Terzian, Je t'invite à ma fête, performance pour quatre acteurs aux yeux bandés, au festival d'Uffholtz, 2012.
- Pierre Terzian, Calamity, au Garage de Roubaix, 2013.

## Films
- Résidence Magenta, documentaire, 35 min, 2007[16].
- Quelque part entre le réfectoire et la chambre, documentaire, 63 min, 2008[17].
- Du théâtre à l'école, documentaire, 48 min, 2009[18].
- Si j'étais nous, court-métrage, 6 min 30 s, 2012[19].
- J'aime pas la mort, documentaire, 52 min, 2013[20].